# Communauté de communes du Limouxin et du Saint-Hilairois
La Communauté de communes du Limouxin et du Saint-Hilairois était une communauté de communes française du département de l'Aude en région Languedoc-Roussillon jusqu'en 2014.
Elle a fusionné avec les Coteaux-du-Razès et le Razès-Malepère pour constituer la nouvelle Communauté de communes du Limouxin.

## Composition
Elle regroupait 34 communes :
| - Ajac - Alet-les-Bains - Belcastel-et-Buc - Bouriège - La Bezole - Bourigeole - Castelreng - Caunette-sur-Lauquet - Cépie - Clermont-sur-Lauquet - Cournanel - La Digne-d'Amont - La Digne-d'Aval - Donazac - Gaja-et-Villedieu - Gardie - Greffeil - Ladern-sur-Lauquet - Limoux - Loupia - Magrie - Malras - Pauligne - Pieusse - Pomas - Saint-Couat-du-Razès - Saint-Hilaire - Saint-Martin-de-Villereglan - Saint-Polycarpe - Tourreilles - Villardebelle - Villar-Saint-Anselme - Villebazy - Villelongue-d'Aude |